# Lesquielles-Saint-Germain
Lesquielles-Saint-Germain – miejscowość i gmina we Francji, w regionie Hauts-de-France, w departamencie Aisne.
Według danych na styczeń 2014 roku gminę zamieszkiwały 854 osoby, a gęstość zaludnienia wynosiła 52,7 osób/km².